# Шелємін Дмитро Михайлович
Дми́тро Миха́йлович Шелє́мін (нар. 21 лютого 1992, Киселеве Свердловської міської ради, Луганська область, Україна — пом. 30 травня 2014, Луганськ, Україна) — сержант військової служби за контрактом Національної гвардії України.

## Життєпис
Народився у селищі Киселеве на Луганщині. 2007 року закінчив 9 класів загальноосвітньої школи смт Шахтарське, продовжив навчання у Свердловській вечірній школі, яку закінчив 2010 року.
29 квітня 2011 року був призваний на військову строкову службу Свердловським ОМВК Луганської області. 28 лютого 2012 року зарахований на військову службу за контрактом. Служив у Луганську на посаді заступника командира 1-го стрілецького взводу 1-ї стрілецької роти 1-го стрілецького батальйону (з конвоювання, екстрадиції, охорони підсудних та охорони спеціальних складів) 15-го окремого полку Східного оперативно-територіального об'єднання Національної гвардії України (до 2014 року — Внутрішні війська МВС України), в/ч 3035. Заочно навчався в Луганському державному університеті внутрішніх справ імені Едуарда Дідоренка.
28 травня 2014 року близько 19:00 було здійснено збройний напад на військову частину № 3035, військове містечко ВВАУШ у районі Гострої могили в Луганську. Нападники назвали себе батальйоном «Зоря» ЛНР, вони вимагали, щоб військовослужбовці здали зброю і залишили військову частину. Під час штурму сержант Шелємін перебував на вогневій позиції біля контрольно-пропускного пункту, внаслідок обстрілів він дістав вогнепальне поранення голови та грудей. 30 травня близько 3:00 помер від поранень у реанімаційному відділенні луганської лікарні.
31 травня Дмитра поховали на кладовищі рідного селища. Залишилися мати і молодший брат.

## Нагороди та вшанування
20 червня 2014 року — за особисту мужність і героїзм, виявлені у захисті державного суверенітету та територіальної цілісності України, вірність військовій присязі, відзначений — нагороджений орденом «За мужність» III ступеня (посмертно).
У місті Києві на Солом'янській площі на одній із плит меморіалу загиблим працівникам Міністерства внутрішніх справ України викарбуване ім'я сержанта Дмитра Шелєміна.